# Chiesa di San Ranierino
La chiesa di San Ranierino (o dei Santi Ranieri e Leonardo) si trova in via Cardinale Pietro Maffi a Pisa con facciata rivolta verso sud, nelle vicinanze di piazza del Duomo.

## Storia e descrizione
L'attuale chiesa è stata costruita nella seconda metà del XIX secolo.
In precedenza la chiesa si trovava nella piazza del Duomo davanti all'edificio che oggi ospita il Museo dell'Opera del Duomo con facciata rivolta verso ovest, fino al 1868 data in cui è stata demolita e spostata nella odierna posizione, secondo il progetto di ristrutturazione urbanistico della piazza effettuata da Luigi Torelli, all'epoca Prefetto di Pisa. 
La chiesa ospita la sede della parrocchia della Primaziale.
All'interno della chiesa è custodita la pala Madonna con i santi Ranieri, Torpè e Leonardo del XVI secolo di Aurelio Lomi.
L'altare maggiore in marmo del XV secolo è opera di Andrea Guardi. Per circa un secolo, dal XIX fino a metà del XX, la piccola chiesa ha ospitato un importantissimo Crocifisso (oggi al Museo Nazionale di San Matteo) opera di Giunta Pisano, che nel tempo ha assunto proprio il nome di San Ranierino.

## Opere già in San Ranierino
- Giunta Pisano, Crocifisso di San Ranierino